# Hyperdontie
Bij hyperdontie, in tegenstelling tot bij hypodontie, heeft men een of meer tanden te veel. Meestal is dit het geval bij de laterale snijtand of bij de verstandskiezen.
Aangetoond is dat fouten in genen die de botformatie verstoren zodat de fontanellen in de schedel niet sluiten, ook de oorzaak zijn van extra tandaanleg.
Hyperdontie veroorzaakt vaak plaatsgebrek voor de tanden. De behandeling bestaat dan uit extractie of chirurgisch verwijderen van het overtollige element.
Zeer veel boventallige tanden blijven ingesloten en komen nooit tot wasdom. Veel mensen weten niet dat ze er mee behept zijn.